# Natació sincronitzada als Jocs Olímpics d'Estiu de 2024
Les proves de Natació sincronitzada als Jocs Olímpics de París 2024 es van disputar entre el 5 i l'11 d'agost de 2024, al Centre aquàtic de París, situat al municipi de Saint-Denis. La natació sincronitzada va ingressar oficialment al programa olímpic als Jocs Olímpics de Los Angeles 1984, amb les proves individual i per parelles. En els Jocs Olímpics d'Atlanta 1996, es va eliminar la prova individual i es va introduir la prova per equips i des d'aleshores s'ha mantingut ininterrompudament fins a dia d'avui.
En aquesta edició es mantenen les dues proves de parelles i equips. Pel que fa a les proves de parelles es redueixen el nombre d'esportistes, que passa de 22 parelles que hi va haver als Jocs Olímpics de Tòquio 2020 a les 18 que hi haurà en aquesta edició. En la prova per equips, es permetrà per primera vegada a la història que hi puguin participar atletes masculins. No serà obligatòria la seva inclusió i n'hi podrà haver un màxim de 2 en cada equip, que comptarà amb 8 participants en total. A més, també s'afegeix la rutina acrobàtica en la puntuació dels equips, juntament amb la rutina tècnica i la lliure.

## Calendari de competició[5]
| RT | Rutina Tècnica | RL | Rutina Lliure | RA | Rutina Acrobàtica |

| Data  | Dl 5 | Dm 6 | Dx 7 | Dj 8 | Dv 9 | Ds 10 |
| ----- | ---- | ---- | ---- | ---- | ---- | ----- |
| Duet  |      |      |      |      | RT   | RL    |
| Equip | RT   | RL   | RA   |      |      |       |

## Medaller
| Posició | País | Or | Argent | Bronze | Total |
| ------- | ---- | -- | ------ | ------ | ----- |
|         |      |    |        |        |       |
|         |      |    |        |        |       |
|         |      |    |        |        |       |

## Esdeveniments
| Esdeveniment  | Or | Plata | Bronze |
| Duet detalls  |    |       |        |
| Equip detalls |    |       |        |